# Owowitelina
Owowitelina – fosfoproteina, składnik żółtka w jajach zwierząt. Jest ona źródłem materiałów zużywanych przez zarodek w czasie embriogenezy. Zawiera duże ilości związanej estrowo z resztą kwasu fosforowego seryny.